# Fusijama (motonave)
La Fusijama è stata una motonave da carico italiana, violatore di blocco durante la seconda guerra mondiale.

## Storia
Costruita tra il giugno 1928 ed il marzo 1929 nello Stabilimento Tecnico Triestino (come costruzione n. 773) per la Società anonima di Navigazione Lloyd Triestino, con sede a Trieste, l'unità era una motonave da carico da 6244 tonnellate di stazza lorda ed 8260 tonnellate di portata lorda, iscritta con matricola 293 al Compartimento marittimo di Trieste. 

La Fusijama appena entrata in servizio, nel 1929.

All'ingresso dell'Italia nel secondo conflitto mondiale, il 10 giugno 1940, la Fusijama, al comando del capitano di lungo corso Tommaso Maresca, era nelle acque dell'Oceano Indiano e riparò a Koh-si-Chang, nel golfo del Siam, a circa venti miglia dalla foce del fiume Menam, non lontano da Bangkok.
La Fusijama era una delle quattro navi mercantili italiane in Thailandia, l'unica a trovarsi a Koh-si-Chang (le altre tre, le motonavi Volpi e Sumatra ed il piroscafo XXVIII Ottobre, si erano rifugiate a Phuket Harbour). La calura e l'umidità del clima tailandese crearono molti problemi agli equipaggi italiani: molti uomini si ammalarono di malattie tropicali o dissenteria amebica, venendo ricoverati negli ospedali locali. Un altro problema era rappresentato dalla scarsità di cibo e di acqua, difficili a procurarsi anche tra la popolazione locale: per l'acqua si ovviò il problema nel corso del monsone estivo di sudovest, che durava da maggio a settembre. In tale periodo vennero stese le tende ed i teli, raccogliendo numerose tonnellate di acqua piovana che venne quindi incanalata verso i depositi di bordo. La scorta raccolta, se opportunamente razionata, risultò sufficiente per il periodo del monsone di nordest, da ottobre a maggio, durante il quale si avevano siccità ed assenza di precipitazioni. Per il cibo si ricorse alla pesca, effettuata, per non danneggiare le scialuppe, mediante zattere ed imbarcazioni di fortuna costruite con il legname presente nei carichi.
L'eventuale fuga delle navi mercantili dalla Thailandia si presentava molto difficoltosa, dato che le forze aeronavali britanniche ed olandesi controllavano le zone circostanti (golfo del Bengala, stretto di Malacca, mari di Giava e Sumatra). La partenza delle navi riparate a Phuket Harbour venne subito scartata, essendo tale porto a sole 130 miglia dal confine con la Birmania, controllata dalle truppe britanniche. La Regia Marina decise tuttavia di tentare la partenza della Fusijama, dato che Koh-si-Chang era meno esposta alla vigilanza nemica: allo scopo l'ammiraglio Carlo Balsamo, addetto navale in Giappone, mandò in Thailandia il capitano di vascello Ghe, che si attivò presso le autorità diplomatiche italiane in Thailandia per consentire alla motonave di essere celermente preparata per la partenza, che sarebbe dovuta avvenire in corrispondenza della successiva luna nuova. Agendo in maniera tale da non contrariare od allarmare le autorità tailandesi, che si erano sempre mostrate molto collaborative, vennero effettuate con tatto e con la massima segretezza consentita dalla situazione le operazioni necessarie alla partenza: la Fusijama venne rifornita di carburante, provviste, acqua e parti di ricambio per l'apparato motore. Particolarmente difficoltosa risultò l'operazione di carenaggio, che, non potendo immettere la nave in un apposito bacino, venne sommariamente compiuta dall'equipaggio stesso facendo sbandare la nave mediante lo spostamento della zavorra e quindi pulendo carena e linea di galleggiamento (operazione non priva di rischi, vista la presenza di squali nelle acque della Thailandia). Si provvide inoltre a predisporre i mezzi per un rapido autoaffondamento.
L'8 agosto 1941 la Fusijama, terminate le operazioni di approvvigionamento e tornata in assetto, salpò da Koh-si-Chang e raggiunse il mare aperto alla massima velocità possibile causa le cattive condizioni della carena, undici nodi. La nave attraversò il golfo del Siam e si tenne a poca distanza dalle coste di Thailandia, Cambogia e Vietnam del Sud, giungendo quindi nel mar della Cina, dove venne supportata dall'aviazione giapponese. Dopo aver superato Hainan ed essere transitata nello stretto di Formosa, la Fusijama oltrepassò Ryūkyū e fece quindi rotta sul Giappone. Il 22 agosto 1941, dopo un viaggio di oltre 3500 miglia (alla velocità media di circa dieci nodi), il mercantile arrivò a Kōbe, festeggiato dagli equipaggi di altre navi italiane presenti nel porto nipponico.
Al pari delle altre navi mercantili italiane che si trovavano nei porti della Cina e del Giappone (motonavi Cortellazzo, Calitea II e Pietro Orseolo, piroscafi Carignano, Venezia Giulia ed Ada Treves, transatlantico Conte Verde), l'unità venne visitata, in quel periodo, dall'ammiraglio Balsamo, addetto navale a Tokyo, che doveva individuare le navi adatte al trasporto della gomma naturale (nonché altri materiali utili allo sforzo bellico) dall'Estremo Oriente alla Francia occupata, violando il blocco alleato ed attraversando due oceani. Solo tre unità vennero giudicate adatte: tra queste vi era la Fusijama (le altre erano le moderne motonavi Cortellazzo e Pietro Orseolo).
Essendo la Cortellazzo già partita con un carico di materiali vari (giungendo poi indenne a Bordeaux), si decise di approntare la Fusijama e la Pietro Orseolo per la partenza alla volta della Francia. Mentre venivano svolti i preparativi per la partenza delle due motonavi, dai porti orientali salparono alla volta della Francia nove mercantili tedeschi: cinque arrivarono a destinazione, due vennero catturati, uno affondato ed un altro costretto a rientrare in porto. Supermarina dispose pertanto le partenze in modo che l'arrivo dei violatori di blocco nell'Atlantico settentrionale, ed in particolare nel golfo di Biscaglia, avvenisse in inverno, con le condizioni meteomarine peggiori (le tempeste più forti e le notti più lunghe), che avevano dimostrato di favorire l'elusione della sorveglianza alleata.
Dopo l'arrivo in Giappone, la Fusijama aveva subito vari lavori di riparazione ed adattamento, per consentire una traversata oceanica che la portasse in Europa senza tappe intermedie. La partenza avvenne nel febbraio 1942, in modo da approfittare delle ripetute vittorie delle forze giapponesi ai danni di quelle alleate, che avevano reso la sorveglianza alleata sull'Oceano Pacifico e sull'Oceano Indiano meno ferrea. A Yokohama, dove si era successivamente trasferita, e poi a Kobe, dov'era in seguito tornata, la motonave imbarcò un carico di 4839 tonnellate, che includeva gomma grezza (2000 tonnellate), copertoni e camere d’aria (un centinaio di tonnellate), minerali, olio di cocco, olio di balena e sacchi di copra. Con l'aggiunta di alcuni elementi prelevati dal transatlantico Conte Verde e dal piroscafo Carignano, l'equipaggio fu portato ad otto ufficiali e 37 marinai. Il 7 febbraio 1942, alle 9.15 del mattino, la Fusijama lasciò Kobe ed attraversò lo stretto di Linschoten, giungendo nell'Oceano Pacifico. Poche ore dopo la partenza la motonave italiana venne raggiunta da una vedetta nipponica, che procedeva alla massima velocità, che la avvisò dell'avvistamento, nell'area, di un sommergibile statunitense, spiegando che sarebbe stato pericoloso procedere nella navigazione. La nave invertì perciò la rotta e si ancorò due miglia ad est del faro di Hino Misaki, rimanendo in attesa di ordini. L'indomani alle 6.30 l'unità ricevette l'ordine di ripartire e, lasciatasi alle spalle le coste del Giappone, fare rotta verso il punto «A», in posizione 06°00' N e 160°30' (o 160°50') E. L'equipaggio provvide a camuffare la nave per renderla somigliante al piroscafo britannico Anglo Indian, iscritto presso il Compartimento marittimo di Londra (tali operazioni comprendevano l'adattamento di alcuni sferzi alle murate delle stive 1 e 6 e delle tavole alle ringhiere all'altezza della stiva numero 3, nonché la collocazione, a poppa, di un cannone posticcio, realizzato in legno); i turni di guardia, per la scoperta e l'allarme, vennero rinforzati, con quattro ore di guardia sul ponte e quattro di riposo (per un totale di due ufficiali di guardia e quattro marinai di vedetta in plancia, oltre al timoniere, sostituito ogni due ore, ed alle vedette sulle coffe). Vennero inoltre formate delle squadre (nove uomini in tutto) per lo scoprimento dei boccaporti, sui quali erano state dipinte le bandiere per l'identificazione; furono trovati cinque volontari che, in caso di autoaffondamento, avrebbero acceso le micce che avrebbero provocato la detonazione delle cariche esplosive sistemate in sala macchine. La rotta tracciata, e già percorsa dalla Cortellazzo e dalla Pietro Orseolo, prevedeva il passaggio in 17 punti, 15 dei quali (da 2 a 17) avrebbero portato nomi inizianti per «F»: Filomena (raggiungimento previsto per il 4 marzo), Ferdinando, Fausto (18 marzo), Fosco, Franco, Fortunato, Felice (2 aprile), Fedora, Fulvia, Fiorenza (8 aprile), Federico (14 aprile), Fedele, Folco, Fernanda (15 aprile) e Frida (17 aprile). Dopo la partenza dal Giappone l'unità puntò a sudest, giungendo, il 16 febbraio, a nordovest delle isole Gilbert, modificando quindi la rotta per due volte (verso est/sudest) nel passare tra le Samoa e le Hawaii, mantenendo comunque sempre la direzione verso sudest.
La Fusijama passò senza problemi al largo delle Bonin, delle Marianne e delle Caroline, ma alle otto del mattino del 18 febbraio, in navigazione nelle acque delle Marshall, venne individuata da un velivolo nipponico tipo Nakajima 95, che sorvolò la nave, si abbassò e quindi ritornò verso l'unità, richiedendone il nominativo. Da bordo venne subito replicato segnalando il nominativo radio della Fusijama, IBVM, e furono scoperti i boccaporti 1, 3 e 5, sui quali erano state dipinte, poco dopo la partenza dal Giappone (in concomitanza con il camuffamento), le bandiere italiane. Dopo aver effettuato un altro giro il velivolo si allontanò verso nord. Il 20 febbraio, verso le 12.30, la Fusijama avvistò un altro aereo giapponese, un Mitsubishi 96 contrassegnato 4642, che dopo essere sceso in picchiata in direzione del sole diresse verso il mercantile: da bordo della nave vennero nuovamente scoperti i boccaporti con i colori italiani e furono issati la bandiera italiana a picco ed il nominativo a riva. L'aereo, tuttavia, dopo essersi ulteriormente abbassato, compì una serie di giri sempre più stretti e si allontanò poi verso sud, mentre a bordo della Fusijama si provvedeva ad occultare nuovamente bandiere e contrassegni. Poco dopo, tuttavia, l'aereo giapponese tornò sul posto: transitò a dritta del mercantile, fece mezzo giro da poppa e diresse sulla prua, quindi lanciò una bomba che precipitò in mare, a circa cinquanta metri dalla nave italiana. La Fusijama accostò velocemente a sinistra, mentre la colonna d'acqua e fumo della bomba si riversava sulla prua. Il comandante Maresca ordinò di tenere rotta a zig zag, issando nuovamente bandiera e nominativo e riaprendo i boccaporti con i colori nazionali: l'aereo giapponese, tuttavia, ancora convinto di avere a che fare con una nave nemica, non desistette dall'attacco, compiendo vari giri, allontanandosi, ripassando sulla verticale della nave e poi lanciando un'altra bomba che cadde vicino alla poppa, aprendo inoltre il fuoco con cannoncino e mitragliere, mentre l'equipaggio della Fusijama correva al riparo. Su ordine del comandante venne invertita la rotta, dirigendo a zig zag verso le Marshall. Mancando oltre 1200 miglia marine (più di quattro giorni di navigazione) al limite delle acque controllate dalle forze nipponiche, il comandante Maresca decise di infrangere il silenzio radio e lanciare via radio un il nominativo segreto di soccorso: scelta molto rischiosa, in quanto unità navali nemiche presenti in zona avrebbero potuto rilevare la nave al radiogoniometro ed attaccarla, ma necessaria a chiarire l'equivoco prima che fosse troppo tardi. Alle 13.25, resosi conto, in base al messaggio captato, di stare attaccando una nave amica, l'aereo cessò l'attacco e si allontanò.
Il 25 febbraio la Fusijama attraversò l'Equatore in longitudine 160°, al traverso delle isole Fanning. Dopo essere passata al largo delle Marchesi e di Ducie (il 4 marzo la rotta venne nuovamente modificata, puntando più decisamente verso sudest, mentre l'11 marzo l'incontro con una nave con rotta est venne evitato con un tempestivo mutamento di rotta), la nave fece rotta su Capo Horn, doppiandolo il 20 marzo nonostante le condizioni meteomarine fortemente avverse, e giungendo così nell'Oceano Atlantico, assumendo rotta verso nordest: il 22 marzo la nave transitò ad est delle Falkland. Causa il maltempo, le correnti contrarie (che avevano ridotto la velocità media a 11,24 nodi) e la deviazione causata dall'attacco giapponese, la Fusijama si trovò ad essere in ritardo di due giorni, nel passare presso il punto Fausto, rispetto al previsto: ciò la esponeva al pericolo di attacco da parte degli U-Boote o di altre unità amiche, essendo camuffata da unità inglese (Anglo Indian) ed essendo in ritardo di due giorni rispetto all'orario del suo passaggio segnalato alle unità aeronavali italo-tedesche. Per non rompere nuovamente il silenzio radio, che avrebbe comportato un grande rischio per la nave, non fu possibile segnalare il ritardo, ma lo stesso 20 marzo Supermarina, presagendo il problema, inviò, via Coltanoradio, l'ordine di modificare la rotta: «At Fusijama. Cifrato speciale. Passate circa duecento miglia levante scoglio situato mezza strada tra Felice et Fiorenza.». L'attraversamento dell'Atlantico meridionale, specie nel primo tratto, fu però reso difficile dalla presenza di numerosi iceberg e banchi di ghiaccio alla deriva, che obbligarono la nave a vari cambiamenti di rotta. Nel frattempo Supermarina, per evitare casi di ‘fuoco amico’ (alcuni mesi prima un U-Boot tedesco aveva silurato ed affondato il piroscafo Ernani che cercava di violare il blocco dalle Canarie), inviò ai sommergibili Tazzoli e Morosini il messaggio «Piroscafo nazionale diretto porto Francia occupata potrà essere incontrato tra paralleli 42° e 43° dal giorno 12 al giorno 23 aprile alt Scafo grigio scuro sovrastrutture grigio chiaro fumaiolo grigio scuro senza distintivi alt Vero nome della nave Anglo Indian aut Tronsofjord norvegese 193025».
Supermarina venne frattanto informata dall'addetto navale a Lisbona di movimenti navali britannici che avrebbero potuto mettere a rischio la Fusijama: navi da guerra britanniche, tra cui una portaerei, erano nelle acque delle Azzorre, cui la motonave si avvicinava rapidamente, ignara di tali notizie, mentre 11 cacciatorpediniere inglesi erano passati da Punta Delgada, allontanandosi verso destinazione non nota dopo essersi approvvigionati di carburante. Il 31 marzo la nave transitò al largo di Sant'Elena ed il 1º aprile le vedette della Fusijama avvistarono una nave sconosciuta a 16 miglia. Dietro ordine del primo ufficiale, la motonave accostò in fuori, perdendo rapidamente di vista l'unità. Nel frattempo l'unità aveva assunto rotta verso ovest/nordovest, in direzione di Ascensione. Il 3 aprile venne oltrepassata l'isola dell'Ascensione e la motonave fece quindi rotta ad est dello scoglio San Paolo (verso nordovest), mentre il 15 del mese venne ricevuto un nuovo messaggio di Supermarina: «At Fusijama alt Cifrario Speciale alt Tramite Coltanoradio. Convoglio nemico giorno 15 in posizione 37° Nord 30° Ovest rotta vera 55° alt Altro convoglio 51° Nord 21° Ovest in rotta per Sud Est attraverseranno presumibilmente zona Nord Est punto Frida tra giorni 17 et 20 alt Tenersi distante invertire rotta temporaneamente se necessario 140515». La sorveglianza venne aumentata (il 9 aprile, nel frattempo, la nave aveva puntato verso nord, poi nord/nordest), e lo stesso 15 aprile, alle 16.35, venne avvistato in posizione 41°17' N e 35°25' E un piroscafo, armato con un cannone e mitragliere, al traverso di dritta, in avvicinamento a grande velocità con rotta sud/sudovest. Fu suonato l'allarme e la Fusijama accostò per allontanarsi, ma così fece anche l'altra nave; essendo però quasi sera, il buio permise alla nave italiana, alle otto, di modificare la rotta di 90°, accostando per 055° (rotta che mantenne sino alle quattro del mattino successivo), evitando così l'incontro. Il 16 aprile l'unità fece rotta verso est, in direzione della Spagna. Alle otto di sera di quel giorno, tuttavia, il comandante Maresca, ritenendo di essere troppo vicino al punto di transito del convoglio in arrivo da sud e segnalato da Supermarina, invertì la rotta sino alle quattro di mattina del 17, riprendendo poi la navigazione verso est. Il 18 aprile, all'alba, la motonave avvistò la torretta di un sommergibile: venne nuovamente dato l'allarme, la l'unità si rivelò essere un U-Boot, che, dopo aver verificato l'identità della Fusijama (che aveva frattanto modificato la rotta per sicurezza), proseguì nella sua navigazione di rientro alla volta di Bordeaux. L'indomani il mercantile raggiunse, in ritardo di due giorni, il punto Frida, assumendo quindi rotta 090° per atterrare su Cabo Fisterra. Alle due del pomeriggio del 20 aprile, mentre stava per atterrare su Cabo Fisterra, la motonave, nel corso di un forte piovasco, avvistò nella foschia un bombardiere britannico Consolidated B-24 Liberator, contrassegnato «POH», che, tenendosi a bassa quota, effettuò giri molto stretti. Dato nuovamente l'allarme, vennero scoperti i boccaporti 2, 4 e 6, sui quali erano dipinte bandiere britanniche, e fu issata la bandiera del Regno Unito, ma l'aereo richiese il nominativo: issata la sigla identificativa GFGT, venne segnalato più volte con l'Aldis «British ship Anglo Indian». L'aereo nemico si allontanò quindi nella foschia (erano frattanto giunte le tre); a bordo della Fusijama sorse però il dubbio se avesse davvero creduto all'identità della nave, o se ne avesse segnalato la presenza ad unità navali britanniche nelle vicinanze: il comandante Maresca decise pertanto di riparare nel porto più vicino.

Arrivato nelle acque territoriali della Spagna, il mercantile accostò verso sud, si tenne sottocosta e si ancorò nella baia di Corcubión, in Spagna, da dove, la sera dello stesso giorno, si mise in contatto con l'addetto navale a Madrid. Il 23 aprile la motonave, dopo il raggiungimento di un accordo tra la locale Capitaneria di porto e le autorità tedesche, raggiunse El Ferrol, venendo sottoposta ad un nuovo camuffamento: la nave doveva ora apparire il mercantile spagnolo Monte Almanzor, con nominativo EAKQ. Alle 21.30 dello stesso 23 aprile la motonave lasciò El Ferrol, e nel corso della notte l'equipaggio provvide ad abbassare il fumaiolo e verniciarlo in giallo, dipingendo sui lati la lettera «A», in rosso. Nella giornata del 24 aprile la nave venne più volte sorvolata da velivoli della Luftwaffe, che la riconobbero grazie all'esposizione dei contrassegni italiani. Dopo aver sostato per poco tempo ad Irun, il mercantile ripartì il giorno stesso, scortata da una torpediniera tedesca. Alle 18.30 del 26 aprile 1942 la Fusijama, dopo aver costeggiato dapprima la costa spagnola e poi quella francese, giunse a Bordeaux: il capo di Stato Maggiore della base sommergibilistica italiana di Betasom, capitano di vascello Romolo Polacchini, visitò la nave, tenne a rapporto il comandante Maresca, radunò l'equipaggio e comunicò il conferimento di varie decorazioni al valor militare (Medaglia d'argento al valor militare al comandante Maresca ed al direttore di macchina, Medaglia di bronzo al valor militare agli altri ufficiali, Croce di guerra al valor militare al resto dell'equipaggio), elogiando inoltre la condotta di ufficiali e marinai, come fece anche nel rapporto a Supermarina. Nella sua traversata da Kobe a Bordeaux, durata 74 giorni, la Fusijama aveva percorso 20.484 miglia, alla velocità media di 11,49 nodi.

La Fusijama in manovra sulla Gironda nel 1942.

Essendo uno dei mercantili più grandi e moderni, la nave venne ritenuta adatta ad essere nuovamente utilizzata come violatore di blocco per tornare in Estremo Oriente, ove imbarcare materiali bellici di primaria importanza (specie la gomma naturale) non reperibili in Europa, per poi fare ritorno in Francia con tali carichi. Allo scopo, il 7 luglio 1942, era giunto a Bordeaux proveniente da La Spezia un gruppo di tecnici, operai e specialisti della Regia Marina, con l'incarico di armare ed adattare per tale compito, secondo gli ordini dei comandi tedeschi di Bordeaux, la Fusijama e le altre tre moderne motonavi (Cortellazzo, Pietro Orsolo e Himalaya, quest'ultima gemella della Fusijama) scelte per questo ruolo. La Fusijama venne pertanto sottoposta a lavori di adattamento per nuove missioni come violatore di blocco, che prevedevano l'imbarco di un cannone da 105 mm antinave e contraereo (oppure di un più vetusto pezzo da 75 mm, preda bellica polacca) e di quattro mitragliere (due contraeree da 20 mm, di produzione tedesca, e due da 9 mm, di fabbricazione francese), nonché di due nebbiogeni. 

La motonave a Bordeaux dopo i lavori di adattamento per nuove missioni come violatrice di blocco.

 I lavori di adattamento poterono però essere completati, causa la scarsità di tempo e di mezzi, solo sull'Orseolo.
Di fatto la Fusijama non lasciò più la Francia: nei mesi successivi la motonave rimase alla fonda a Bordeaux, dopo di che, l'11 novembre 1942, si spostò a Nantes. Il 18 luglio 1943 passò sotto controllo tedesco, tornando sulla Gironda, a Trompelump, ove venne sottoposta a lavori in bacino di carenaggio.
Il 13 settembre 1943, pochi giorni dopo la dichiarazione dell'armistizio, la Fusijama venne catturata dalle truppe tedesche. Anche dopo la cattura si pensò di utilizzare la motonave come violatrice di blocco, ma il proposito rimase inattuato. Il 12 agosto 1944 le truppe tedesche in ritirata affondarono il mercantile nell'estuario della Gironda, in modo da creare un'ostruzione. Recuperato dai francesi, il relitto della motonave venne demolito nel dopoguerra.